# Bari Máriusz
Bari Máriusz (írói nevén Damage (von Rock), Debrecen, 1979. május 31. –) magyar író, újságíró, forgatókönyvíró, zenész, 2001 és 2008 között az ld50.hu alternatív közösségi oldal főszerkesztője.

## Életrajza
Szakmai karrierjét Magyarország első internetes rádióadójánál, a ParaRadionál kezdi underground zenei műsoraival 1997-ben, majd az EstFM 98.6 rádiónál műsorvezető, illetve a Kónuszék avagy a Szabódó Család című abszurd rádiójáték írója és koordinátora. 2003-ban ezen munkája miatt kéri fel Novák Erik producer forgatókönyvírónak a Nyócker című egész estés animációs filmhez.
2001-ben megalapítja az ld50.hu alternatív közösségi oldalt, 2008-ig annak mindenese, vezető cikkírója és partyszervezője. Főszerkesztője a The Dose címen futó, ingyenes kulturális-turisztikai PDF magazinnak, amely a világ nagyvárosait mutatja be az alternatív kultúra iránt érdeklődőknek. Két és fél évig a HVG Online IT/Tudomány rovatának munkatársa, négy éven át a Mondo pop- és japánkulturális magazin újságírója. 2010-től az International Business School Budapest oktatója és szakdolgozati témavezetője közösségi média és online marketing témakörökben.
2012 áprilisában jelenik meg első önálló könyve, a Damage Report a MangaFan kiadó gondozásában. A gonzó újságírás és a blogregény stilisztikai elemeit halmozó könyv egyszerre kordokumentum és kritika jövőkutatásról, popkultúráról, science fictionről és a huszadik század társadalmáról és az internet okozta változásokról.A könyv szlogenje: Hogyan képzeltük el a jövőt - és mi lett helyette? Ugyanezen év végén lesz a The Economist angol hírmagazin és a Pew Research Center infografika-versenyének egyik győztese.
2013 decemberében a Kreatív magazin éves válogatásában Magyarország 25 legkreatívabb embere között említi. 
2016 óta rendszeresen publikál ipari zenéket Bandcamp-oldalán Planetdamage néven: egy album és 7 kislemez mellett több videoklip is készült számaihoz.

## Jelentősebb munkái

### Könyvei
- Damage Report (blogregény, Mangafan, 2012)

### Társszerzőként
- Csak a zene (társszerzők: Bevíz Mihály, Flór Gábor, Gayer Ferenc, Géczi Zoltán, Lógó Attila, Mucsányi Gábor, Najmányi László, Ongjerth Dávid, Pelyhes Gábor), Szalay Könyvek, 2009

- Steve Jobs: A digitális kor látnoka (társszerzők: Andersen Dávid, Bakó Krisztián, Baski Sándor, Bodnár Csaba, Demendy Zoltán, Egyed György, Gerdelics Miklós, Hajdók Dávid, Kömlődi Ferenc, Odrovics Szonja, Jan Roskott, Szalontai Anita, Teszár Dávid, Vágvölgyi B. András), Szalay Könyvek, 2011

### Publikációi
- A világhálóba keveredett ember (szerkesztette: Veszelszki Ágnes, társszerzők: Aczél Petra, Asbóth János, Bedő Iván, Bőgel György, Böjte Csaba, Brückner János, Fábri György, Majtényi László, Nyíri Kristóf, Ollé János, Prószéky Gábor, Réz András, Stöckert Gábor, Tari Annamária, Vekerdy Tamás et al.), Eötvös Kiadó, 2013
- A tejföltől a gombafelhőig: a De Facto és a Pécsibölcsész első évtizede (szerkesztette: Lenthár Balázs, Stemler Miklós, Várnagy Szabolcs), PTE BTK, 2014

### Forgatókönyvek
- Nyócker (2004)
- 14sec (2009)

### Lemezei
- Snapshots of a Surveillance Manifesto EP (2016)
- Angst EP (2016) (feat. Emke of Black Nail Cabaret)
- Stray Signal EP (2018)
- Hi Rez Lo Life EP (2019)
- Scraps EP (2020)
- Relapse Protocol (2020)
- Relapse Protocol - The Remixes EP (2021)
- Sanity Checks EP (2020) (Sanity Checks néven)

### Interjúk
- A rockstar.hu interjúja a 2020-as nagylemez kapcsán
- A primate.hu interjúja a 2020-as nagylemez kapcsán
- A fashionhunter.hu 2015-ös interjúja
- A visual.ly angol nyelvű interjúja
- "A korral nincs bajom, a társadalommal annál inkább" - interjú Bari Máriusszal
- "Közösségi hálón mindenki marionettbábu"
- Veszett világunk képe[halott link]
- Bari Máriusz: ez lett a jövőből
- @planetdamage (interjú a profilok.tw-n)
- "…még szerelemből csinálom"(!?) – 1. és 2. rész (interjú a prae.hu-n) Archiválva 2012. május 30-i dátummal a Wayback Machine-ben
- "…még szerelemből csinálom"(!?) – 3. rész (interjú a prae.hu-n) Archiválva 2012. május 30-i dátummal a Wayback Machine-ben